# Челси (Оклахома)
Челси (енгл. Chelsea) град је у америчкој савезној држави Оклахома.

## Демографија
По попису из 2010. године број становника је 1.964, што је 172 (-8,1%) становника мање него 2000. године.
| Група             | 2000.         | 2010.         |
| Белци             | 1.376 (64,4%) | 1.208 (61,5%) |
| Афроамериканци    | 0 (0,0%)      | 7 (0,4%)      |
| Азијати           | 7 (0,3%)      | 1 (0,1%)      |
| Хиспаноамериканци | 19 (0,9%)     | 29 (1,5%)     |
| Укупно            | 2.136         | 1.964         |